# Gina Ravera
Gina Ravera (San Francisco, California, 20 de mayo de 1966) es una actriz estadounidense. Actuó en las películas Showgirls (1995), Soul Food (1997), Kiss the Girls (1997) y The Great Debaters (2007), y coprotagonizó la serie de televisión The Closer (2005-2009).

## Biografía
Ravera nació en San Francisco, California. Tiene ascendencia afroamericana y puertorriqueña.
A comienzos de la década de 1990, Ravera obtuvo algunos papeles en series de televisión como The Fresh Prince of Bel-Air, Melrose Place y Star Trek: The Next Generation. Durante 1993 y 1994, fue incluida en el reparto de la serie Silk Stalkings de la CBS. En cine, actuó en la película de 1995 Showgirls, dirigida por Paul Verhoeven. En 1997 apareció en la comedia Soul Food. Fue parte del reparto principal de la serie Time of Your Life.
Entre 2005 y 2009, Ravera encaró a Irene Daniels durante las primeras cuatro temporadas de la serie The Closer. Entre 2006 y 2008 tuvo un rol recurrente en la serie ER, y en 2007 interpretó a la esposa de Denzel Washington en la película biográfica The Great Debaters.

## Filmografía
| Año  | Título             | Rol          | Notas           |
| ---- | ------------------ | ------------ | --------------- |
| 1990 | Lambada            | Funk Queen   |                 |
| 1992 | Steal America      | Jeena        |                 |
| 1995 | Illegal in Blue    | Alexis       | Directo a Vídeo |
| 1995 | Showgirls          | Molly Abrams |                 |
| 1996 | Get on the Bus     | Gina         |                 |
| 1997 | Soul Food          | Faith        |                 |
| 1997 | Kiss the Girls     | Naomi Cross  |                 |
| 2003 | Chasing Papi       | Juez         |                 |
| 2004 | Gas                | Rev. Sheila  |                 |
| 2007 | The Great Debaters | Ruth Tolson  |                 |